# Сакамото Рјома
Сакамото Рјома (Јап.坂本龍馬) (3. јануар 1836 – 10. децембар 1867) био је један од истакнутих људи у покрету за обарање шогуната током Бакумацу периода у Јапану. Сматра се једним од најзаслужнијих људи за мирне преговоре између две велике зараћене области под управом тозама господара, Сацуме и Ћошу ујединивши их против владе која је подржавала шогунат (бакуфу). Током живота Рјома је често користио алијас Саитани Уметаро (Јап.才谷梅太郎) како би избегао нападе симпатизера шогуната попут припадника тадашње полиције Шинсенгумија. У тридесет првој години бива нападнут и убијен заједно са својим пратиоцем Накаока Шинтаром, у гостионици у Кјоту. Упркос разним спекулацијама ни дан данас са сигурношћу није потврђен идентитет убица.

## Детињство
Рјома је рођен у граду Кочи, у области Тоса, данас у перфектури префектури Кочи), на острву Шикоку. Судећи по јапанском календару, рођен је 15. дана, 11. месеца, шесте „Тенпо“ године. Породица се генерацијама бавила производњом алкохолног пића - саке, стекавши довољно богатства да омогући себи ранк каши самураја, тз. самураја трговаца који су се сматрали најнижим у самурајској хијерархији. За разлику од других области Тоса је имала стриктан заком по питању односа између више класе самураја – Јоши и ниже – Каши. Између обе класе постојао је велики јаз, класе нису третиране исто и постојала је велика неједнакости дајући класи Јоши велику моћ наспрам класе Каши која је често доживљавала омаловажавање и неправду. Три генерације породица Сакамото остале су у Каши класи.
Са дванаест година Сакамото Рјома добија право на приватно школовање, али показује мало интересовања за градиво. Због тога га његова старија сестра форсира да упише школу мачевања што са својих 14 година и чини, након што бива исмеван од стране ђака у својој школи. Кад је постао одрастао добија титулу мајстора мача у свом месту али због жеље за усавршавањем 1853. године путује у Едо (данашњи Токио) где постаје студент на тада престизном Чиба доџоу где изучава технику мачевања (Кенђуцу) познатом као "Хокушин ито-рју", под вођством мајстора по имену Садакичи Масамичи. По завршетку студија Сакамото добија свитак који говори о степену вештине умећу коришћења мача-катане.Сакамото остаје у доџу, помажући у подучавању нових студената али убрзо се Јапан мења доласком адмирала Метју Перија из САД, који са својом флотом бродова који демострирају напредак у технологији наоружања, форсирајући Јапан да обустави своју двестоту годину изолације од осталих земаља света.

## Политика
Када је Сакамото Рјома завршио своје усавршавање 1858. године, вратио се кући у Тосу која ускоро постаје поприште политичких превирања. Године 1862, Сакамотов пријатељ из детињства, Такечи Ханпеита (познат и као Такечи Зуизан), оснива и организује политичку партију лојалиста под називом "Кинното". Њихов политички слоган је, "Поштујмо цара, протерајмо варваре". Покрет је обухватао 200 самураја, уклјучујући и Рјому, већином из ниже Каши класе, која је инсистрирала на реформи покрајине. Када је господар Тосе, Јошида Тоџо одбио да призна и уважи новонасталу партију, група је решила да га убије што и успевају 1862. године у периоду када је Сакамото већ напустио Тосу и партију и постао самурај без господара. Такечи је заступао револуционарне идеје по питању Тосе али је Рјома сматрао да би требакли да учине нешто по питању целог Јапана. Рјома зато напушта место без дозволе господара и клана што се кажњавало смрћу и постаје ронин. Због тога једна од његових сестара извршава самоубиство, а у бекству Сакамото почиње да користи алијас "Саитани Уметаро" (才谷梅太郎).

## Бакумацу период
Као ронин, Рјома одлучује да убије високо рангираног чиновника у Токугава Шогуинату Кацу Каишуа, који је био присталица модернизације и окретања ка Западу. Али, Кацу Каишу успева да убеди Рјому у своје политичке намере и нужности постојања дугогочног плана да повећа јапанску војну моћ. Уместо да га усмрти Рјома почиње да ради за њега и постајући његов асистент и штићеник.
Године 1864, када се Токугавина власт већ поприлично задрмала, Рјома одлази у Кагошима у области Сацума, која постаје доминантна као главни центар покрета против Шогунске владавине. У тајности Рјома присуствује и помаже у мирењу и уједињењу две зараћење области Чошу и Сацума области стварајући тз. Сатчо алијансу. Као неутрална фигура из области Тоса, Рјома успева да помири области, придобије им поверење и уједини их у политици и циљевима.
Рјома се често сматра „оцем модерне морнарице“, радећи и учећи поднаређењима Кацу Каишуа у циљу стварања модерне војске (уз помоћ западних снага) која би омогућила самурајске снаге Сацума и Чошу области у спору с феудалном шогунском влашћу.
Године 1866, самураји области Чошу коначно побеђују војску шогуната што за последицу има распад феудалног система. Победом Рјома од ронина постаје позната и радо виђена особа из области Тоса, те бива позван да се са почастима врати у своје родно место Кочи. Област Тоса је желела да што пре договор између шогуна и цара у циљу спречавања области Сатчо алијансе и насилном свргавању Токугаве владавине и постављању нове доминантне силе која ће владати Јапаном. У том процесу, Рјома је опет одиграо важну улогуу преговорима која су довела до добровољне предаје власти Шогуна Токугаве Јошинобуа 1867. године и са којом званично почиње нови период називан још и Меиџи обновом.
Рјома је био високо поштован и због својих, за то време, демократских ставова. Врло рано се заинтересовао за процесе демократског управљања под конгресом САД и Британског парламента за које је веровао да су добри примери за неке будуће моделе владавине у Јапану. Сматрао је да накод дугогодишње владавине Шогуната и мале моћи Цара као фигуре цару надостају битне предиспозиције да би сам владао земљом. Због тога пише и саставља текст "Осам предлога на броду" (船中八策) настао током дискусије о будућим моделима за наставак нове јапанске владе са Гото Шоџиром на броду Тосиног брода у близини Нагасакија 1867. године. Рјома је давао предлоге за писање устава, регулацију новца и кованица и оснивање модерне војске али његове жеље и планови бивају нагло прекинути прераном смрћу у Кјоту.

## Смрт
Сакамојо Рјома је убијен у својој 31 години живота у гостионици „Омија“ (近江屋) у Кјоту, недуго након што је Меиџи обнова узела маха. Ноћи, 10. децембра 1867, атентатори су се окупили испред врата гостионице и покуцали, понашајући се као регуларни гости објекта, питајући да ли могу да поразговарају са Сакамотом. Врата је отворио Сакамотов телохранитељ и лични слуга и бивши сумо рвач који је странцима рекао да ће питати Рјому ако могу да му приступе овако касно у ноћи. Чим се окренуо, први нападач је забио мач у његова леђа задајући телохранитељу фатални ударац. Затим тим убица упада, јуришајући на спрат где се налазио Рјома са пријатељем Накаоком Шинтаром, одмарајући се и причавши. Када је чуо буку Рјома отвара врата мислећи да се његов телохранитељ рве са неким својим пријатељем, што је био чест случај, али уместо тога су улетеле убице цепајући парире и лампе које обасјавају собу па се даља борба одвијала у мраку. Када је битка завршена, Рјома и Шинитаро су лежали озбиљно повређени док су нападачи побегли. Исте ноћи Рјома је подлегао повредама а последње речи су му биле речи кајања што су га нападачи ухватили неспремног. Два дана касније и Шинитаро умире.
Та ноћ је касније називана Инцидентом у Омији. По традиционалном лунарном календару Рјома је рођен 15 дана једанестог месеца па се по том календару сматрало да је убијен на свој рођендан 1867. године.
Током истраге за злочин су оптужени припадници Шинсенгумија, па је одговорност пала на њиховог вођу Кондо Исамија који је касније због тога погубљен. Међутим припадници још једне групе која је порджавала Шогуна као владара Мимаваригуми, признали су убиство 1870. године. Мада је признањем кривица пала на чланове Мимаваригумија, Сасаки Тадасабуро (佐々木只三郎) и Имаи Нобуо докази праве кривице нису никада пронађени.

## Заоставштина
Сакамото Рјома се данас у Јапану сматра визионарем који је сањао о независном Јапану без икаквог типа феудализма. Често је читао и био под утицајем идеје из устава САД где се говори о томе како „су сви људи створени једнако“ и праћени демократким законима да свако има право на успех, слободу и усавршавање без утицаја статуса, кланова или длугих спутавајућих околности. Схватио је да у циљу напретка, да би Јапан могао да технолошки да парира другим државама, земља мора да се модернизује. Он сам је често био интересантна појава међу земљацима појављујући се у традиционалној одећи са западним ципелама на ногама, често је на себи демонстрирао напредак других земаља рекламирајући тако своје идеје и своју идеологију.
Рјома је често инспирација за приче о самурајима у популарној култури.

## Почасти у модерним временима
Аеродром у родном граду Кочију назван је по његовом имену „Кочи Рјома аеродром“ 15. новембра 2003. године.
Јужно од родног града Кочи, основан је меморијални музеј са великом бронзаном статуом Сакамото Рјоме који гледа ка мору. Цео град има више табли, локалитета и музеја па је тако сачувана и његова родна кућа као и неки локалитети које је он посећивао и оригиналном изгледу како је и у његовом времену изгледао. Ван родног града и у Хокаиду постоји музеј Сакамото Рјоме основан 15. новембра 2009. године. Место у Кјоту где је убијен такође је заштићен и прописно обележен таблом.
Астероид „2835 Рјома“је именован у његову част, док је астероид „5823 Орјо“ назван по његовој жени.

## Породица
Родитељи
- Отац Јахеи
- Мајка Сачи

Маћеха
- Ијо

Старији брат
- Гонбеи

Сестре
- Чизу (најстарија)
- Еи (средња)
- Томе (најмлађа)

Жена
- Нарасаки Рјо (често називана Орјо)

Дете
- Таро (усвојен, дете најстарије сестре Чизу)

## У популарној култури
У априлу 2010. година Јапански тајмс је објавио чланак у коме се говори да је Сакамотов живот инспирисао барем седам тв серија, шест романа, седам стрипова и пет филмова.Његова личност пројектована је различито па је у неким серијама приказан као благ и радознао човек док у другим као чврст и одлучан вођа.
У чувеним Таига драмама које државна телевизија Јапана сваке године снима и емитује о историјским људима и догађајима, појавио се као главна личност у серији „Ryōmaden“ (где га игра јапански глумац Масахару Фукујама). Нешто раније појављује се и као споредна личност у серији Шинсенгуми где је приказан као пријатељ Кондо Исамија из млађих дана. У драми је убијен од стране Сасаки Тадасабура из Мимиваригумија.
Сакамото се појављује и у разним мангама и анимеима попут „Шура но Токи“, „Гинтама“, „Миротворац Курогане“ и др.

## Галерија
- Сакамото Рјома, 1867. године
- Нарасаки Рјо (Орјо), рођена у Кјото, Сакамотова жена
- Сакамотов гроб у храму у Кјоту.
- Гроб (детаљ).
- Застава Каиентаија
- Грб породице Сакамото, Kikyōmon (цвет Platycodon grandiflorus, домаћег назива кинески звончић)